# Эберхольцен
Эберхольцен (нем. Eberholzen) — община в Германии, в земле Нижняя Саксония.
Входит в состав района Хильдесхайм. Подчиняется управлению Зиббессе. Население составляет 618 человек (на 31 декабря 2010 года). Занимает площадь 9,92 км².
| Год  | Население |
| ---- | --------- |
| 1990 | 656       |
| 1995 | 705       |
| 2000 | 701       |
| 2005 | 637       |
| 2010 | 633       |